# Martine Ohr
Martine Ohr   (Den Helder, 11 de juny de 1964) és una jugadora d'hoquei sobre herba neerlandesa, ja retirada, que va competir durant les dècades de 1980 i 1990.
El 1984 va prendre part en els Jocs Olímpics d'Estiu de Los Angeles, on guanyà la medalla d'or en la competició d'hoquei sobre herba. Quatre anys més tard, als Jocs de Seül, guanyà la medalla de bronze en la mateixa prova. Als Jocs de Barcelona de 1992 fou sisena. En el seu palmarès també destaquen dues medalles d'or a la Copa del món d'hoquei sobre herba, una d'or i una de bronze al Champions Trophy i una d'or al Campionat d'Europa. Durant la seva carrera disputà 109 partits i marcà 19 gols amb la selecció neerlandesa. A nivell de clubs jugà a l'HDM.